# Anolis eewi
Anolis eewi är en ödleart som beskrevs av  Roze 1958. Anolis eewi ingår i släktet anolisar, och familjen Polychrotidae. Inga underarter finns listade i Catalogue of Life.